# Tmu-na-Theater

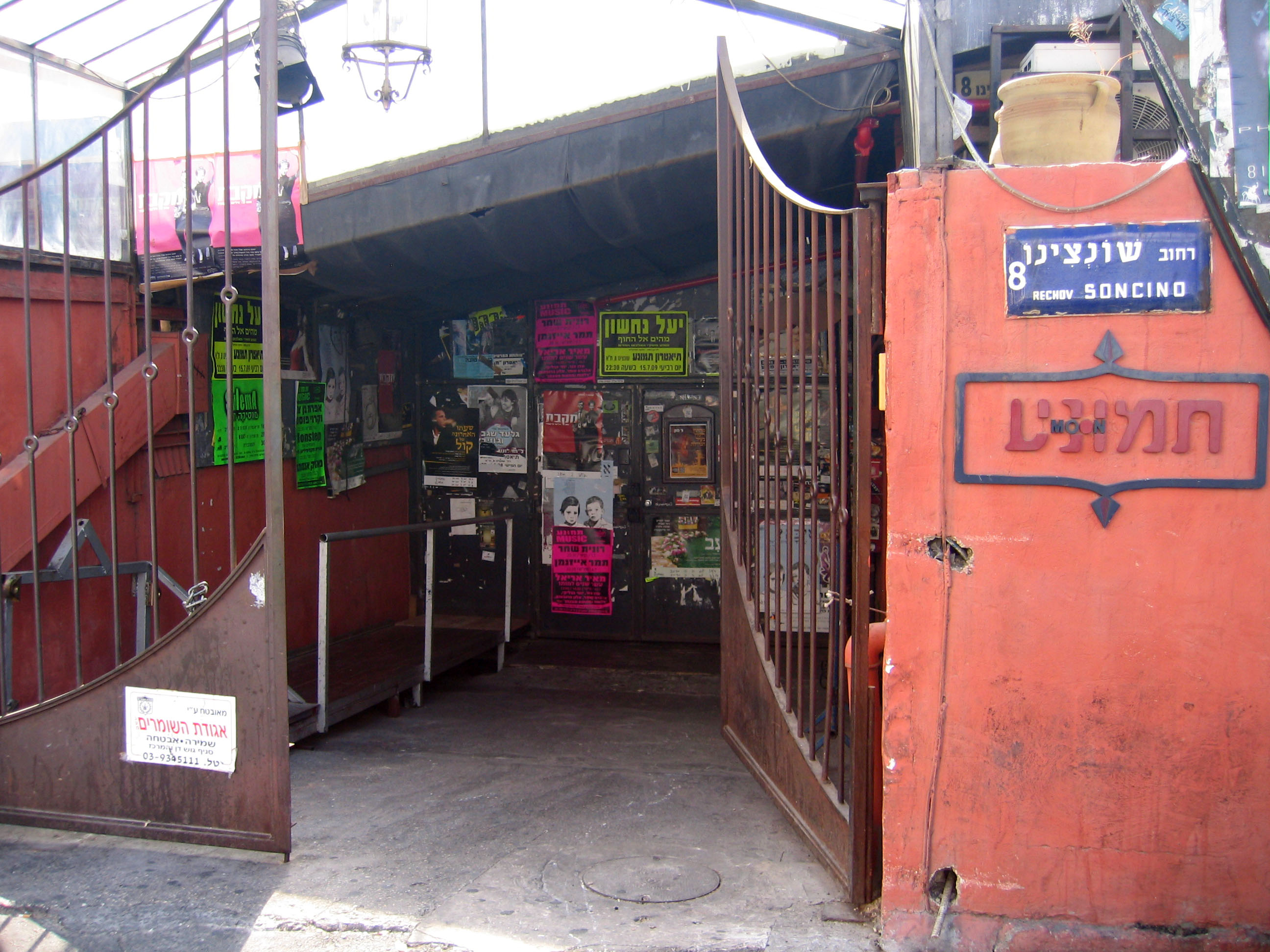
Das Tmu-na-Theater in Tel Aviv – von außen relativ unscheinbar

Das Tmu-na-Theater (hebräisch: תיאטרון תמונע) ist ein freies Theater- und Performance-Zentrum in Tel Aviv, Israel, das unter anderem Fringe und Avantgarde auf die Bühne bringt. Es befindet sich in der Rechov Soncino 8 in Tel Aviv-Jaffa und beinhaltet vier Hallen für Veranstaltungen. Die Leitung des Theaters führt Nava Tzukerman.  

## Geschichte
Das Theater wurde 1987 von Nava Tzuckerman mit Hilfe von ihrem Ehemann Micky Tzuckerman und Ilan Rozental gegründet, primär für Fringeproduktionen von Nava Tzuckermans Ensemble, dass sie bereits 1981 gegründet hatte. Das Ensemble vom Tmu-na-Theater hat ungefähr 30 verschiedene Produktionen im Repertoire und führt diese täglich auf. Das Tmu-na-Theater ist regelmäßig auf Gastspiel bei verschiedenen Festivals, unter anderem dem Akko Festival, dem Israel Festival, Theatronetto und dem Edinburgh Festival. 
Das Goethe-Institut Israel arbeitet regelmäßig mit dem Tmu-na-Theater in Tel Aviv zusammen. Mit dem Schauspieldirektor Matthias Gehrt des Theaters Krefeld und Mönchengladbach, wird im März 2017, die erste hebräische Aufführung von Wolfgang Borcherts Stück Draußen vor der Tür am Tmu-na-Theater stattfinden. Hierfür wurde vom Goethe-Institut eine Übersetzung von Borcherts Werk durch Gad Kaynar angefertigt. Die israelische Produktion lehnt stark an Matthias Gehrts Konzept seiner deutschen Inszenierung von Draußen vor der Tür an. Das Tmu-na-Theater will dieses Stück im Mai 2017 auch am Theater Krefeld und Mönchengladbach aufführen.
Seit 1999 hat sich das Tmu-na-Theater zu einem vielseitigen Zentrum für Tanz, Musik und bildender Kunst entwickelt mit täglichen Konzerten und Vorstellungen. Es hat über 550 Theater Vorstellungen pro Jahr, ungefähr 80 Tanzshows, 50 Literatur- und Dichterabende und ungefähr 350 Konzerte.